# Velika Gorica
Velika Gorica ("Grande Vinhedo/Floresta") é a maior e mais populosa cidade do Condado de Zagreb, na Croácia . A cidade em si tem uma população de 31.341 habitantes, enquanto o município tem uma população de 63.517 habitantes (2011).
Velika Gorica é o centro da região histórica de Turopolje . O aeroporto Franjo Tuđman, o maior e mais movimentado aeroporto da Croácia, está localizado na regiao de Velika Gorica. 

## Nome
O nome da cidade consiste em duas palavras. A primeira, "Velika" (pronuncia-se "velíka"), é um adjetivo, que significa grande ou ótimo. A segunda, "Gorica" (pronuncia-se "gôritsa"), o diminutivo croata padrão da palavra "gora", que significa morro, ou montanha. Mas, no dialeto kajkaviano local, "gorica" significa vinhedo, portanto o nome da cidade traduzido literalmente é Grande Vinhedo. Isso ocorre porque essa área produz vinho desde tempos antigos. 
Velika Gorica também tem (ou teve) seu nome em outros idiomas, principalmente húngaro: Nagygoricza e alemão: Gross-Gorica. 

## Geografia
A cidade de Velika Gorica, localizada 16 km (9,94 mi) ao sul de Zagreb, é o centro de uma área que abrange 552 quilômetros. Até 1990, o local tinha o status de município e, depois disso, tornou-se parte de Zagreb. Velika Gorica ganhou status de cidade em 1995. A área do antigo município de Velika Gorica foi dividida em três municípios - Kravarsko, Orle e Pokupsko . 
Velika Gorica é o maior assentamento e o centro administrativo da região tradicional de Turopolje. Quanto ao nome Turopolje, entre as opiniões mais comuns, o nome, que significa "campo de Tur", vem da antiga palavra eslava "tur", que significa auroque, um tipo antigo de gado com chifres longos, que era um símbolo de fertilidade e do deus do sol. Esses bovinos foram extintos no Século XVI. O gado estava intimamente relacionado à agricultura. Arar tinha um significado simbólico, a fertilização da Mãe Terra, de modo que se supunha que esses animais tinham características "sagradas". Devido à sua importância na vida dos lavradores, "tur" tornou-se a base de numerosos topônimos. No entanto, até o século XVI, Turopolje foi chamado de Campus Zagrebiensis, ou seja, "Campo de Zagreb" ou apenas Campus (campo). Naquele momento, o nome foi substituído por "Campo de Tur", ou seja, Turopolje. 
A rodovia A11 ( Zagreb - Sisak ) está planejada para se tornar o desvio ocidental de Velika Gorica. A rota estadual D31 será o desvio oriental. Está previsto que esses desvios aliviem o tráfego ao longo da estrada superlotada de Velikogorička, o elo mais rápido entre Zagreb e Velika Gorica a Desde 2007   . 

## História

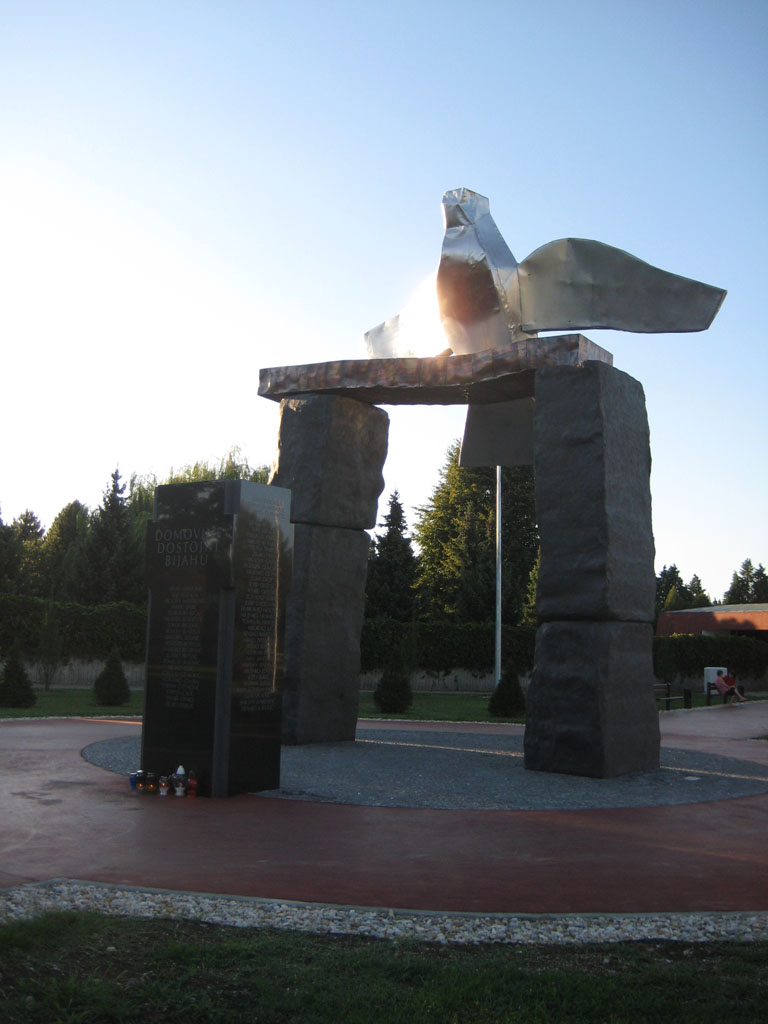
Um monumento aos soldados caídos na Guerra da Independência Croata.

Velika Gorica e a planície ao redor do rio Sava sempre foram férteis e exuberantes, por isso não é de se admirar que tenha sido constantemente habitada desde o Neolítico . O primeiro grande assentamento foi a Andautônia, fundada no Século I, onde hoje se encontra a vila de Šćitarjevo. Era um importante porto romano no rio Sava e na cidade nas estradas que ligavam Siscia a Emona e Poetovio . A cidade romana era grande no início do Século V. 
Os croatas chegaram a essas terras no Século VIII e vestígios do início da cultura croata foram encontrados em vários lugares da cidade. Velika Gorica é mencionada pela primeira vez em 1228 como sede de uma paróquia. Em 1278, nobres de Turopolje aderiram a um grupo chamado Plemenita opčina turopoljska ("nobre município de Turopolje"). Plemenita opčina turopoljska foi concedida uma regra sobre Turopolje por monarcas croatas e ainda existe hoje com papel principalmente cerimonial e não político. 
No final do Século XIX e início do Século XX, Velika Gorica era uma capital distrital no condado de Zagreb, no Reino da Croácia-Eslavônia . 
O Século XX foi de longe o mais importante da história de Velika Gorica, passando de uma pequena vila de 2.871 habitantes para uma importante e uma das maiores cidades da Croácia, com população acima de 60 mil habitantes. Até 1995, Velika Gorica fazia parte da cidade de Zagreb e desde então tem um status de cidade própria. 
Durante a Guerra da Independência Croata, a cidade teve um papel importante por causa de dois aeroportos próximos. A 153ª brigada de Velika Gorica do exército croata lutou em campos de batalha por toda a Croácia. 

## Esporte
Os notáveis clubes esportivos de Velika Gorica incluem os clubes de futebol HNK Gorica e NK Udarnik, o clube de handebol masculino HRK Gorica, o clube de vôlei feminino OK Azena e o clube de basquete masculino KK Gorica . 
O HNK Gorica joga seus jogos em casa no Stadion Radnik, construído para a Universíada de Verão de 1987, enquanto o NK Udarnik tem seu próprio campo no bairro de Kurilovec. Esportes indoor são praticados principalmente no pavilhão esportivo localizado no complexo do ensino médio. Um novo pavilhão esportivo está em construção. Existem também três pavilhões esportivos da escola primária na cidade, usados pelos clubes esportivos para categorias de treinamento e juventude. 